# General Rodríguez partido
General Rodríguez egy partido (körzet) Argentínában a Buenos Aires tartományban. A fővárosa General Rodríguez.